# 8324 Juliadeleón
8324 Juliadeleón eller 1981 DF2 är en asteroid i huvudbältet som upptäcktes den 28 februari 1981 av den amerikanska astronomen Schelte J. Bus vid Siding Spring-observatoriet. Den är uppkallad efter Julia de León Cruz.
Asteroiden har en diameter på ungefär 3 kilometer.